# Dichondra occidentalis
Dichondra occidentalis är en vindeväxtart som beskrevs av Homer Doliver House. Dichondra occidentalis ingår i släktet njurvindor, och familjen vindeväxter. Inga underarter finns listade i Catalogue of Life.